# Stenellipsis maculata
Stenellipsis maculata là một loài bọ cánh cứng trong họ Cerambycidae.